# Col des Bœufs
Le col des Bœufs est un col de montagne de l'île de La Réunion, département d'outre-mer français dans le sud-ouest de l'océan Indien. Il est situé à 1 956 mètres d'altitude sur la ligne de crête entre les deux cirques naturels de Salazie et Mafate, dont il constitue l'entrée la plus fréquentée. Ce faisant, il se trouve à cheval sur la frontière des communes de Salazie et de La Possession au cœur du parc national de La Réunion.
Le col des Bœufs est desservi depuis Salazie par la route forestière du Haut Mafate, dont il constitue le terminus. On y trouve un parking surveillé et le départ du GR R3, un sentier de grande randonnée relativement facile menant vers l'îlet principal de Mafate, La Nouvelle.
L'accès au col a été fermé pendant plus d'un an à cause d'un éboulis ; pour aller à La Nouvelle en partant de Salazie, il fallait alors emprunter le col de Fourche voisin, ce qui allongeait le parcours d'environ 30 minutes. Il est maintenant rouvert et permet d'accéder rapidement à la Plaine des Tamarins et à La Nouvelle.

## Annexe